# دنیای سوزی وانگ
«دنیای سوزی وانگ» (انگلیسی: The World of Suzie Wong) فیلمی در ژانر رمانتیک و درام به کارگردانی ریچارد کواین است که در سال ۱۹۶۰ منتشر شد. فیلمنامه این فیلم را جان پاتریک بر اساس نمایشنامه‌ای از پل ازبورن نوشته بود که خود نمایشنامه، اقتباسی از رمانی به نام دنیای سوزی وانگ نوشته ریچارد میسون بود.

## بازیگران
- ویلیام هولدن
- نانسی کوان
- مایکل وایلدینگ
- لارنس نیسمیت
- رابرت ئی. لی
- آنتونی پارکر